# マイケル・カヴァデール
マイケル・カヴァデール（Michael Coverdale、1995年3月12日 - ）は、香港のラグビー選手。

## プロフィール
- 香港出身。
- ポジションはフランカー(FL)。
- 身長 185cm、体重 87kg
- 香港代表キャップは3（2020年8月現在）。
- 7人制香港代表に選ばれたことがある[1]。

## 略歴
2018年、第18回アジア競技大会の7人制香港代表に選ばれて金メダル獲得